# Whale-tail

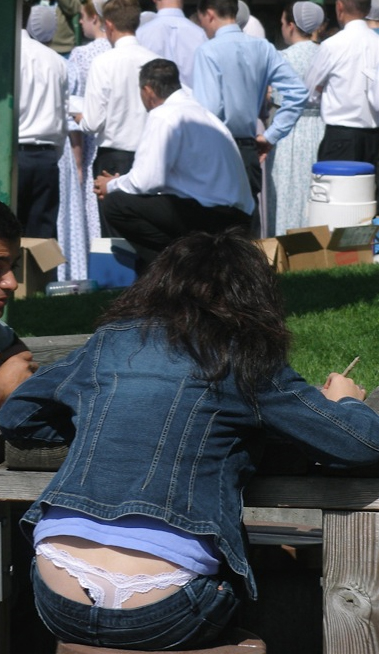
Coda di balena sopra il bordo dei jeans a vita bassa

Whale-tail, espressione inglese di "coda di balena", è il nome dato alla parte posteriore di un perizoma o slip che sporge sopra pantaloni a vita bassa, pantaloncini o gonne e che ricorda la pinna caudale di una balena.
Prevalentemente comune tra le donne giovani, il termine si riferisce alle mutandine visibili sopra i pantaloni, indipendentemente dal fatto che chi le indossa intenda mostrarle agli altri o meno. Si verifica più spesso quando una persona è seduta o chinata, perché la parte posteriore dei pantaloni scivola naturalmente verso il basso e può esporre la biancheria intima, ma può essere visibile anche quando una persona è in piedi.
Resa popolare da un certo numero di celebrità femminili tra cui Christina Aguilera, Victoria Beckham, Mariah Carey, Paris Hilton e Britney Spears, l'esposizione delle code di balena è diventata popolare nei primi anni 2000, insieme all'ascesa dei jeans a vita bassa e dei perizomi.
Pantaloni appositamente progettati come jeans a vita bassa o pantaloni che abbracciano i fianchi e perizoma dal taglio più alto hanno portato a una maggiore esposizione della coda di balena. La tendenza era anche associata alla tendenza dei tatuaggi lombari sportivi. La parola è stata selezionata dall'American Dialect Society nel gennaio 2006 come "la parola più creativa" del 2005.

## Storia
La crescente popolarità dei jeans a vita bassa ha portato ad una maggiore esposizione del perizoma all'inizio degli anni 2000. Britney Spears è stata descritta come una delle maggiori contributrici alla popolarità della coda di balena. La commentatrice sociale Ann C. Hall ha identificato questa tendenza come "un'apparente intersezione tra la moda universitaria quotidiana e il porno soft". La tendenza dell'abbigliamento a strati dei primi anni 2000 è stata in parte guidata dallo stile a coda di balena che incorpora jeans aderenti, top corti e infradito da equitazione resi popolari dalle celebrità.

### Ascesa

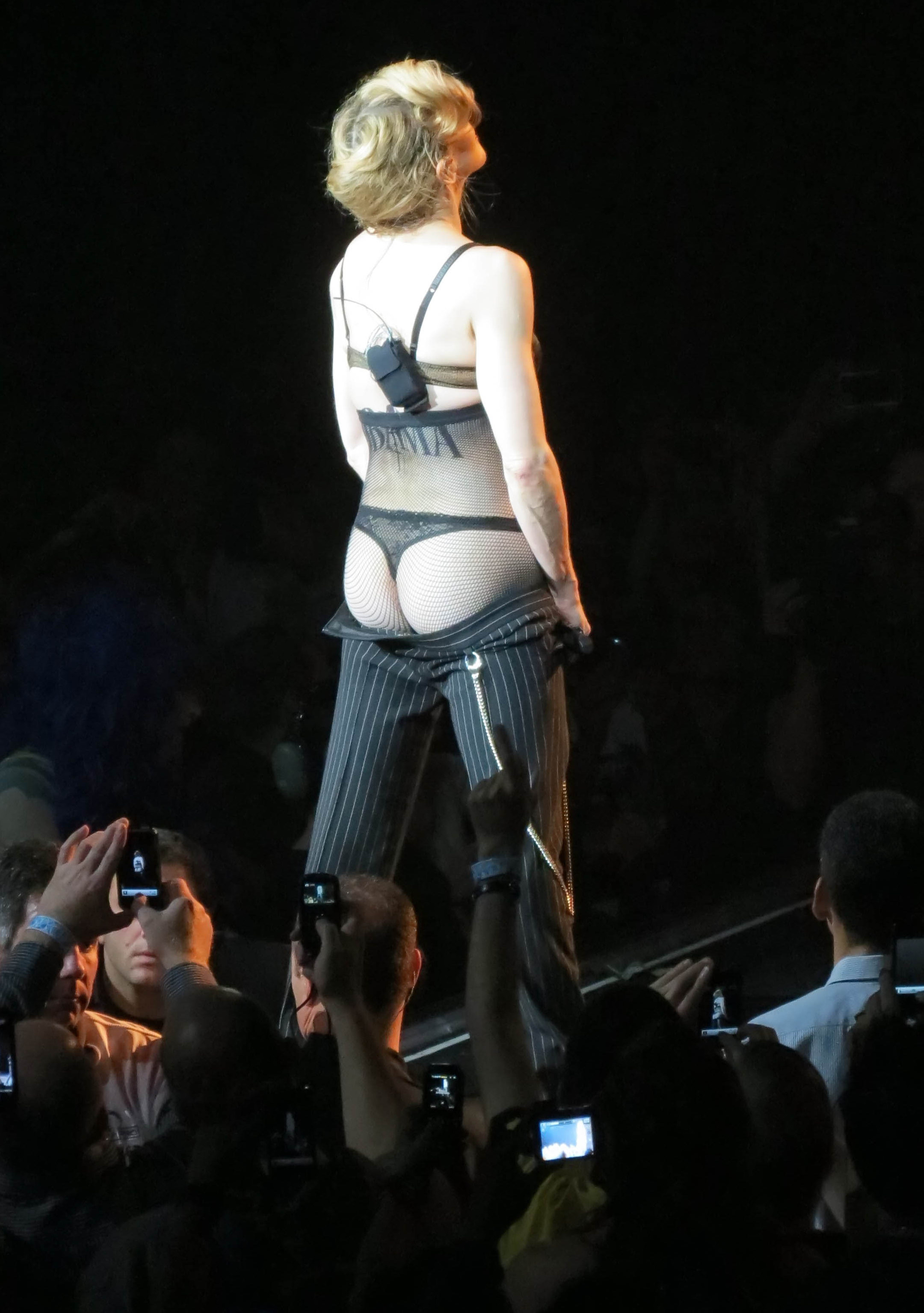
Artiste come Madonna (qui a Seattle nel 2012) e Britney Spears hanno reso popolare la coda di balena.

Verso il 2005, le code di balena sono diventate comuni alle celebrità, offrendo opportunità ai paparazzi. Jess Cartner-Morley di The Guardian ha affermato che seguire le pop star nei pantaloni a vita bassa ha dato origine all'"era dei jeans a vita bassa, perizoma a coda di balena". Il 17 settembre 2004, uno scrittore per il Chicago Sun-Times ha dichiarato: "Britney Spears e Christina Aguilera sono state fotografate regolarmente con cinghie perizoma che cavalcano in alto sopra i loro jeans a vita bassa. E anche Halle Berry, di solito di buon gusto, ha ceduto alla mania di mostrare cinghie di perizoma ingioiellate che spuntano da sopra la sua minigonna". Le attrici Gillian Anderson, Natalie Portman, Sarah Jessica Parker, Kim Cattrall e Tara Reid, Molly Sims di MTV, la modella Kate Moss, le cantanti Beyoncé Knowles, Mariah Carey, Jennifer Lopez, Janet Jackson, LeAnn Rimes e Britney Spears sono state associate come propagatrici della tendenza dalla ABC.

### Dibattiti legali
Nel 2004, la Louisiana, il rappresentante degli USA Derrick Shepherd ha proposto un disegno di legge (HB1626), noto anche come Baggy Pants Bill alla Camera dei rappresentanti della Louisiana. Il disegno di legge proponeva che "sarebbe illegale per qualsiasi persona apparire in pubblico indossando i pantaloni sotto la vita e quindi esponendo la propria pelle o indumenti intimi" e che i trasgressori sarebbero stati soggetti a tre giorni di servizio alla comunità di otto ore e una multa di fino a 175 USD. Il provvedimento è morto di fronte all'opposizione dell'American Civil Liberties Union. Il disegno di legge è stato proposto di nuovo nel 2008 ed è stato respinto da un pannello del Senato statale. In due città della Louisiana, Delcambre (una pena massima di US $ 615 di multa o fino a sei mesi di carcere) e Opelousas (una pena massima di US $ 500 di multa o fino a sei mesi di carcere), che indossano pantaloni bassi che rivelano la scollatura dei glutei o indumenti intimi è considerato un reato. Gli indumenti che rivelano mutande sono stati vietati in altre quattro città della Louisiana, tra cui Alexandria e Shreveport, dove i trasgressori rischiano multe di 150 dollari o 15 giorni di carcere, così come Hawkinsville, Georgia.
I codici di abbigliamento scolastici a volte vietavano anche alcuni pantaloni a vita bassa o biancheria intima visibile.

### Declino
Entro la fine del 2009 le code delle balene hanno subito un contraccolpo significativo. Jessica Kaminsky ha scritto in I Hate the Gym, un commento sullo stile di vita, "odio quando le ragazze lasciano che le loro 'code di balena' strisciano fuori dai pantaloni". Nel 2007, la scrittrice religiosa Tamie Bixler Lung ha scritto: "C'è qualcosa che non va quando ragazzi e ragazze cristiani vogliono correre in giro con la biancheria intima che pende dalla parte superiore dei pantaloni o il cinturino perizoma che sporge sul retro dei jeans a vita bassa". 
La tendenza di indossare jeans che rivelano la coda di balena iniziò a svanire un po' a metà degli anni 2000, quando i designer di abbigliamento americani iniziarono a spostare l'attenzione dai jeans a vita bassa e dalla pancia scoperta a pantaloni e cardigan a vita alta. Mentre il perizoma rappresentava ancora il 24% del mercato annuale di 2,5 miliardi di dollari per la biancheria intima femminile, ha smesso di crescere entro la fine del 2004. Alcuni venditori, tra cui Victoria's Secret e DKNY, iniziarono a vendere perizomi che non producono code di balena. Adam Lippes, fondatore della linea di biancheria ADAM, disse: "Le donne si sono stancate. E si sono ammalate di vedere lo spago che prendeva dalla parte superiore dei jeans di ogni celebrità."

### Rinascita
Nel 2019, pubblicazioni tra cui Vogue e il Daily Record hanno iniziato a fare riferimento a un rinnovato interesse per la tendenza, attraverso influencer come Kim Kardashian, Hailey Baldwin e Dua Lipa che lo indossavano in modo prominente.

## Analisi socio-culturale
Attribuendo code di balena al mainstreaming della sessualizzazione delle giovani donne, The Press Democrat ha definito la tendenza come "spogliarellista chic". Il pensatore postmoderno Yasmin Jiwani e co-autori hanno descritto la tendenza in Girlhood: Redefining the Limits come un tentativo di ridefinire la fanciullezza pur riconoscendo il dibattito attorno ad essa. Il libro ha definito la tendenza come il look da "troia" reso popolare da Britney Spears. Alcuni esperti hanno persino soprannominato le code di balena visibili come "femminismo perizoma" per le ragazze. Altri esperti hanno accusato gli operatori di marketing di "vendita oltraggiosa di sesso ai bambini".
Una congettura presume che lo stile del perizoma esposto possa essere "ribollito" dal livello della strada alle strade principali, come i jeans e le t-shirt di James Dean. Un altro presume che la moda sia stata iniziata dalla modella glamour Jordan in Inghilterra e dalle cantanti Mariah Carey e Spears negli Stati Uniti. Il fenomeno è stato paragonato al fenomeno delle spalline del reggiseno visibili. Affermando che "proprio come Madonna ha reso i reggiseni un indumento pubblico negli anni '80, la signora Lewinsky, Paris Hilton e Britney Spears hanno trasformato le mutandine da donna in un indumento provocatorio destinato all'esposizione pubblica", il New York Times ha affermato che il perizoma, con le cinghie portate alte sopra i fianchi ed esposto da jeans alla moda a vita bassa e pantaloni della tuta "Juicy Couture", erano diventati un'icona pubblica.

## Parola dell'anno

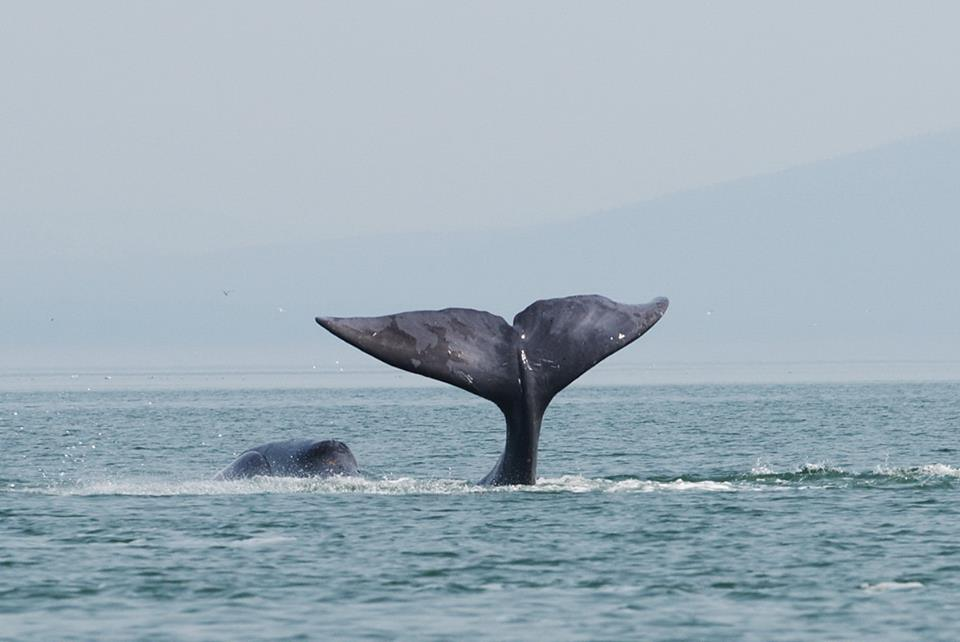
Una coda di balena, ispirazione del termine nella moda.

Il "Whale tail" è stato selezionato nel gennaio 2006 come" la parola più creativa "del 2005 dall'American Dialect Society, un gruppo di linguisti, editori e accademici.
Mentre si discuteva di queste nuove mode, Sali Tagliamonte, professore associato di linguistica all'Università di Toronto, ha osservato che le giovani donne in Nord America erano davanti ai giovani uomini come influencer. L'uso della parola per indicare un fenomeno di intimo è apparso sui media mainstream seri, a volte in riferimento alle pop star che hanno reso popolare la tendenza della moda.
La coda di balena è chiamata anche "colpo di fortuna".

## Esempi

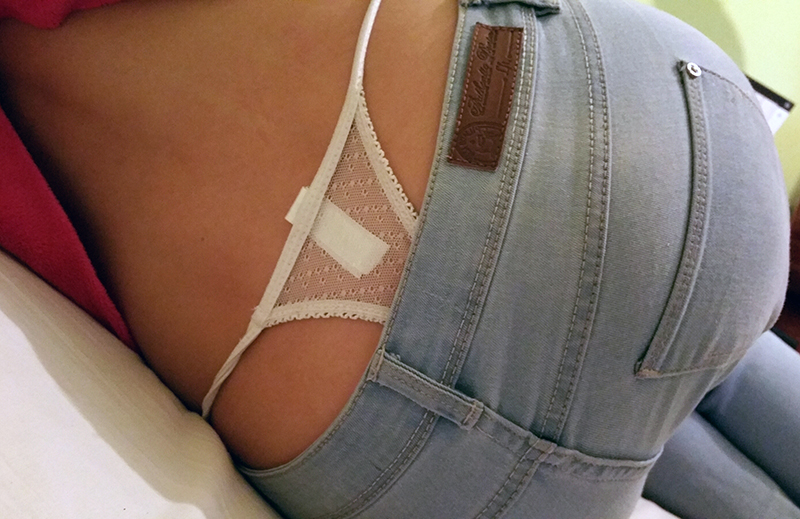
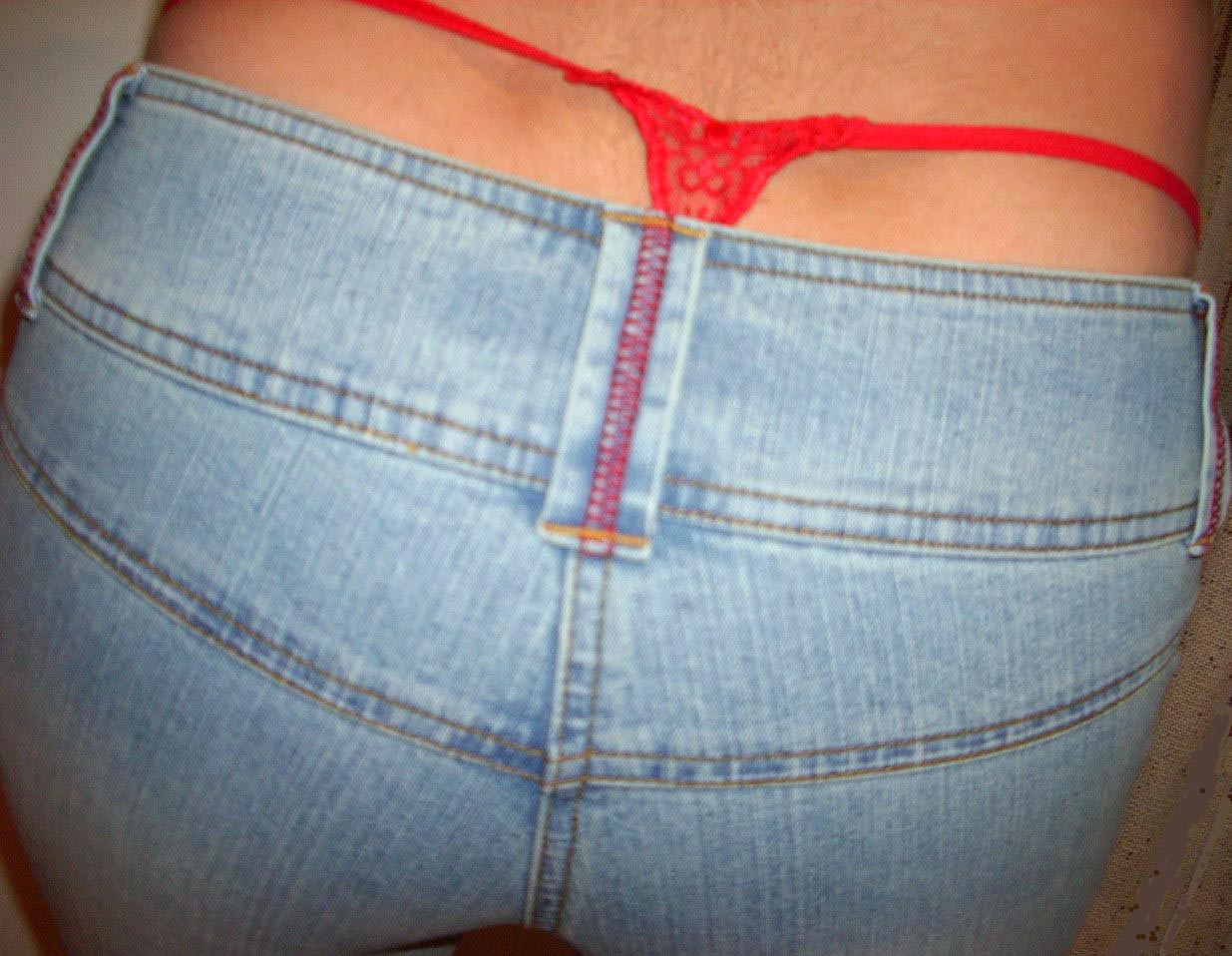
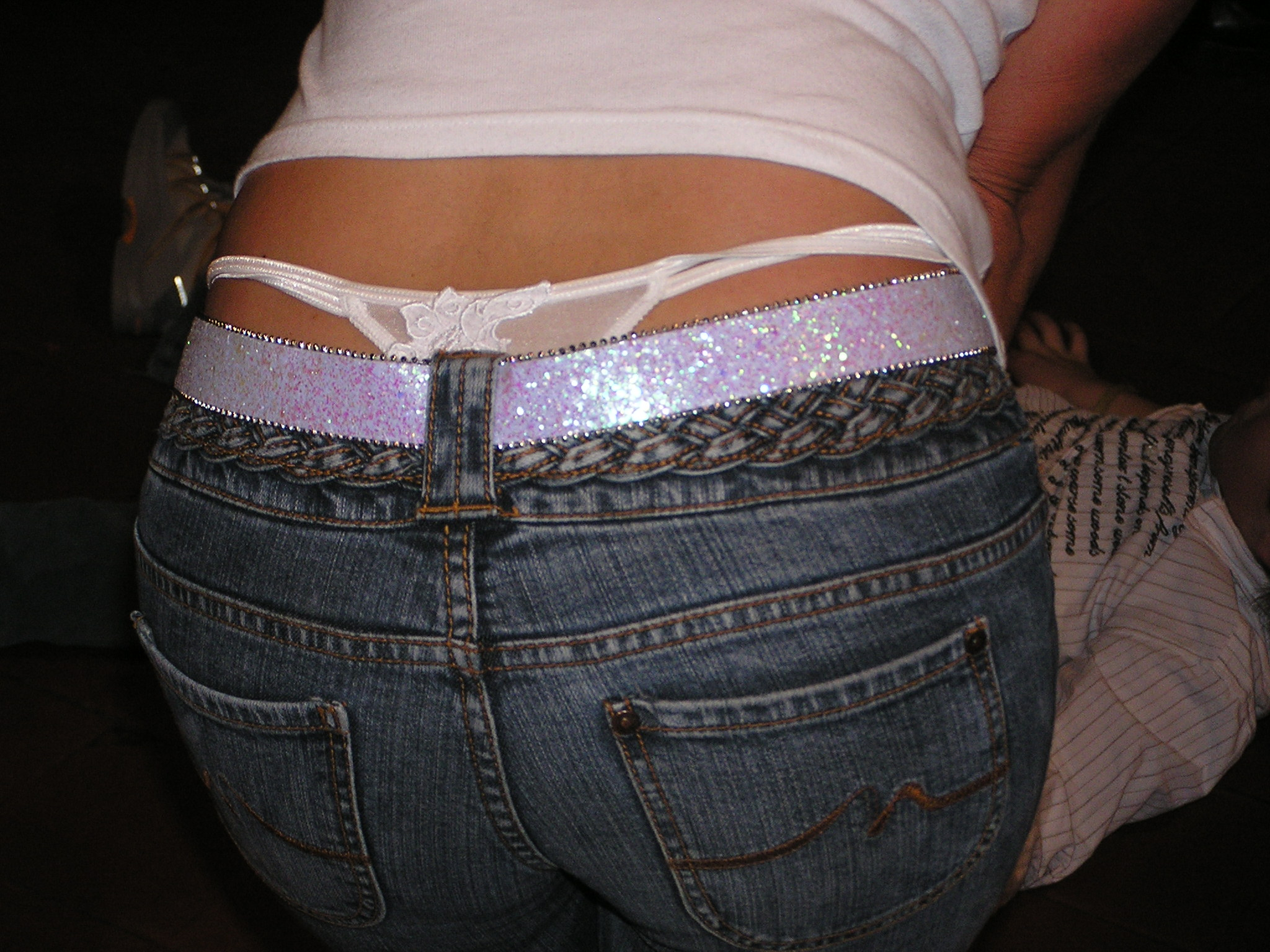
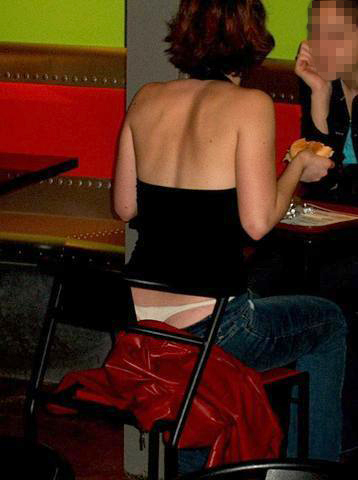
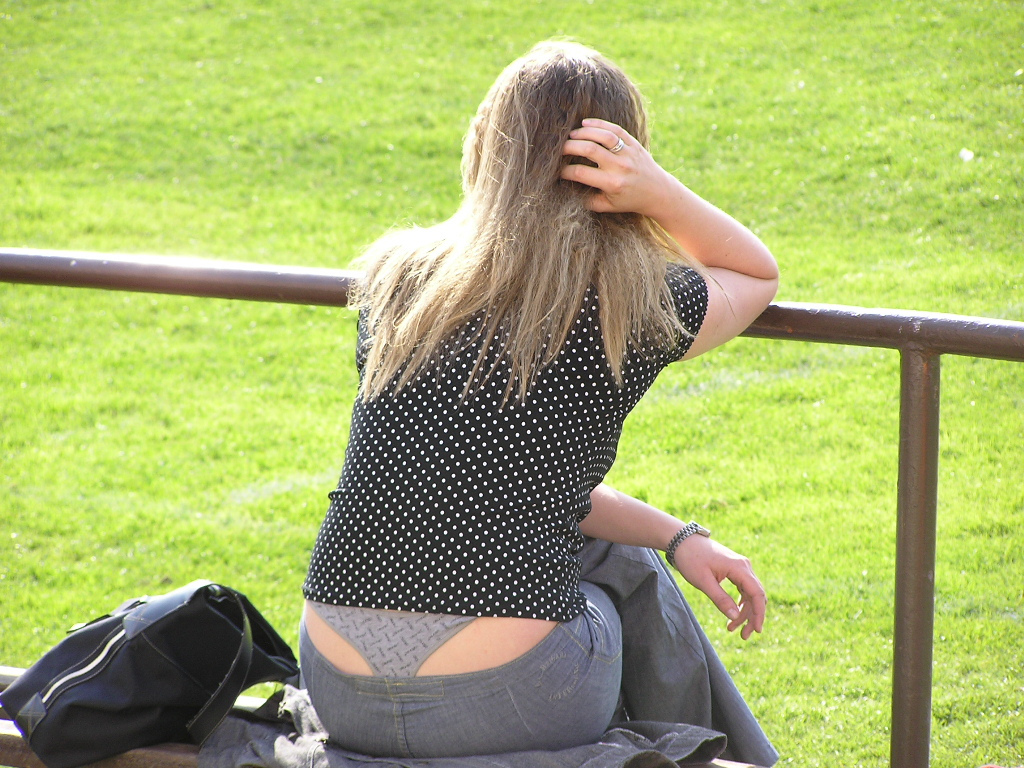
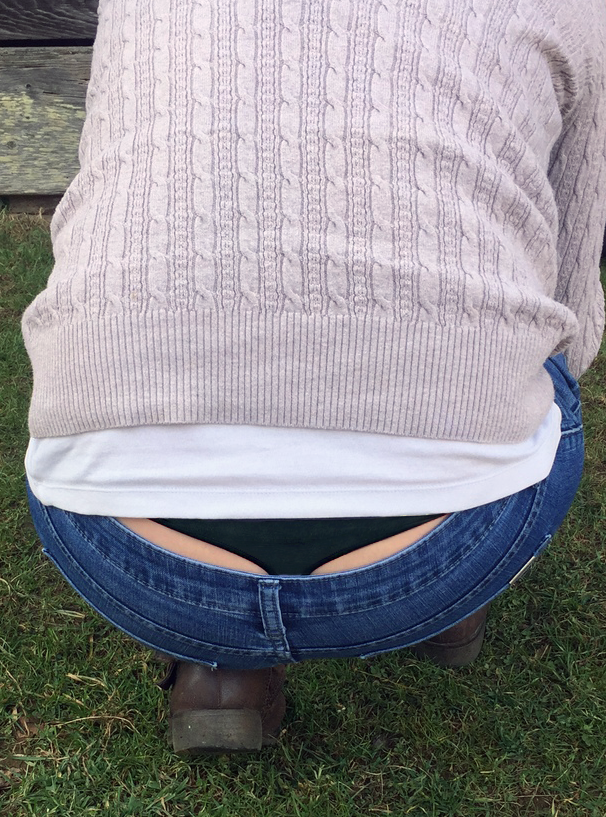